# Malcolmia orsiniana
Malcolmia orsiniana là một loài thực vật có hoa trong họ Cải. Loài này được (Ten.) Ten. mô tả khoa học đầu tiên năm 1836.